# Raión de Dzhankói
Raión de Dzhankói (en ucraniano: Джанкойський район, en ruso: Джанкойский район) es un raión o distrito de Rusia situado en la República Autónoma de Crimea de Ucrania o República de Crimea, perteneciente a Rusia. Es una de las 25 regiones de esta República. Se encuentra ubicado en la parte norte de la península de Crimea, tiene salida al mar de Syvach. 
El centro administrativo del distrito es la ciudad de Dzhankói, pero la ciudad en sí no forma parte del raión, ya que la ciudad misma pertenece al Municipio de Dzhankói (Джанкойська міська рада). A través de este distrito pasa el canal de Crimea del Norte, la principal entrada de agua de la parte norte de la península de Crimea.

## Demografía
Según estimación 2010 contaba con una población total de 82328 habitantes.

## Otros datos
El código KOATUU fue 121100000. El código postal 96100 o 296100, el prefijo telefónico +380 6564 o +7 36564.